# Hampsonia bifasciata
Hampsonia bifasciata är en fjärilsart som beskrevs av Tremewan 1960. Hampsonia bifasciata ingår i släktet Hampsonia och familjen bastardsvärmare. Inga underarter finns listade i Catalogue of Life.